# Mattias Kagg
Mattias Nilsson Kagg var en svensk ämbetsman.

## Biografi
Mattias Kagg var son till Nils Kagge och Anna Pedersdotter (Örnflycht). Han tas upp i rusttjänstlängen för Uppland 10 augusti 1526 och bevistade riksdagen 1527 i Västerås. Kagg fick häradsrätten i Skånings härad i Västergötland 3 oktober 1529, som Torsten Brunsson själv villigt upplåtit åt honom. Han var 24 februari 1534 slottsloven på Läckö slott, samt 25 juli 1543 och 12 september 1558. Kagg levde ännu 1568.

### Egendom
Kagg ägde Kjellstorp i Örlösa socken, Fjällskäfte i Floda socken och Bronäs i Härene socken.

### Familj
Kagg gifte sig första gången med Elin Lindormsdotter, dotter av riksrådet Lindorm Brunsson (Forstenasläkten) och Karin Siggesdotter (Sparre). De  fick tillsammans barnen Anna Kagg (död 1575) som var gift med befallningsmannen Nils Posse på Älvsborg, befallningsmannen Erik Kagg (död 1592) på Älvsborg, Brita Kagg som var gift med slottsloven Claes Andersson Ekeblad, kammarjunkaren Nils Kagg (död 1601), Carin Kagg (död 1605) som var gift med ryttmästaren Olof Eriksson Stake och ståthållaren Christoffer Nilsson Ribbing, Lindorm Kagg och Elin Kagg som var gift med slottsloven Peder Carlsson Store på Gullbergs fästning.
Kagg gifte sig andra gången med Elin Gustafsdotter, dotter till häradshövdingen Gustaf Olofsson (Forstenaätten) och Anna Mattsdotter (Kafle). De fick tillsammans dottern Margareta Kagg som var gift med Peder Bengtsson Svenske.